# Bombardement d'une maison

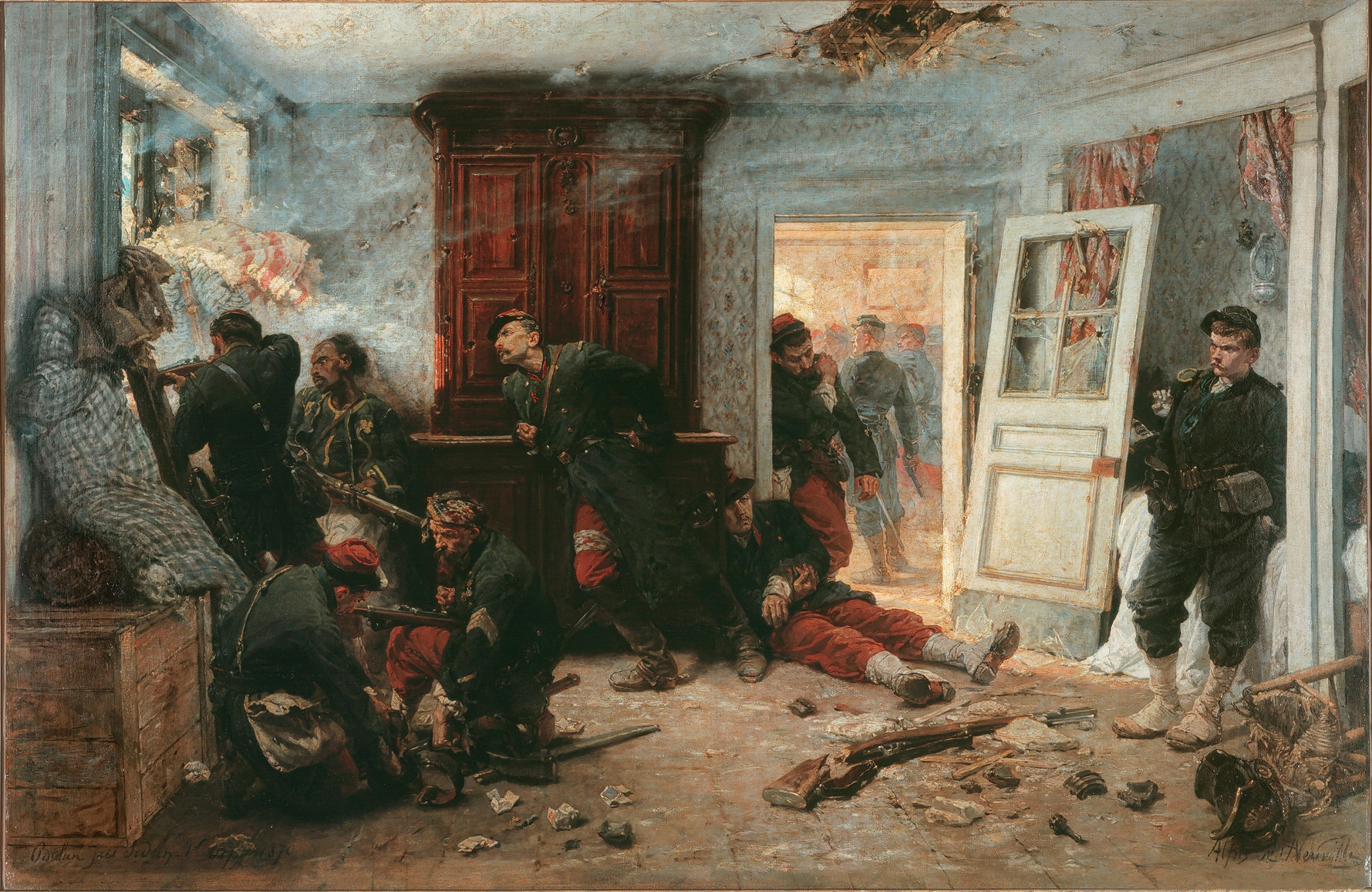
Quadre d'Alphonse de Neuville que va inspirar la pel·lícula

Bombardement d'une maison o Les Dernières Cartouches (catàleg de Star Film núm. 105) és un curtmetratge mut bèl·lic francès del 1897 dirigit per Georges Méliès, basat en la pintura homònima de 1873 d'Alphonse de Neuville. La pel·lícula recrea la defensa d'una casa a Bazeilles, l'1 de setembre de 1870 a la batalla de Sedan durant la Guerra francoprussiana.
La pel·lícula va tenir un gran èxit i va inspirar els estudis Lumière, Pathé i Gaumont a imitar pel·lícules.

## Sinopsi
Un grup de soldats intenten defensar una casa abandonada, on una monja cuida els seus ferits, però la casa és bombardejada mentre dispara l'última de les municions que han reunit des del terra.